# Masserano
Masserano är en ort och kommun i provinsen Biella i regionen Piemonte i Italien. Kommunen hade 2 094 invånare (2018).